# 1866 w sztukach plastycznych
Wydarzenia w sztukach plastycznych i wizualnych w 1866 roku.

## Malarstwo

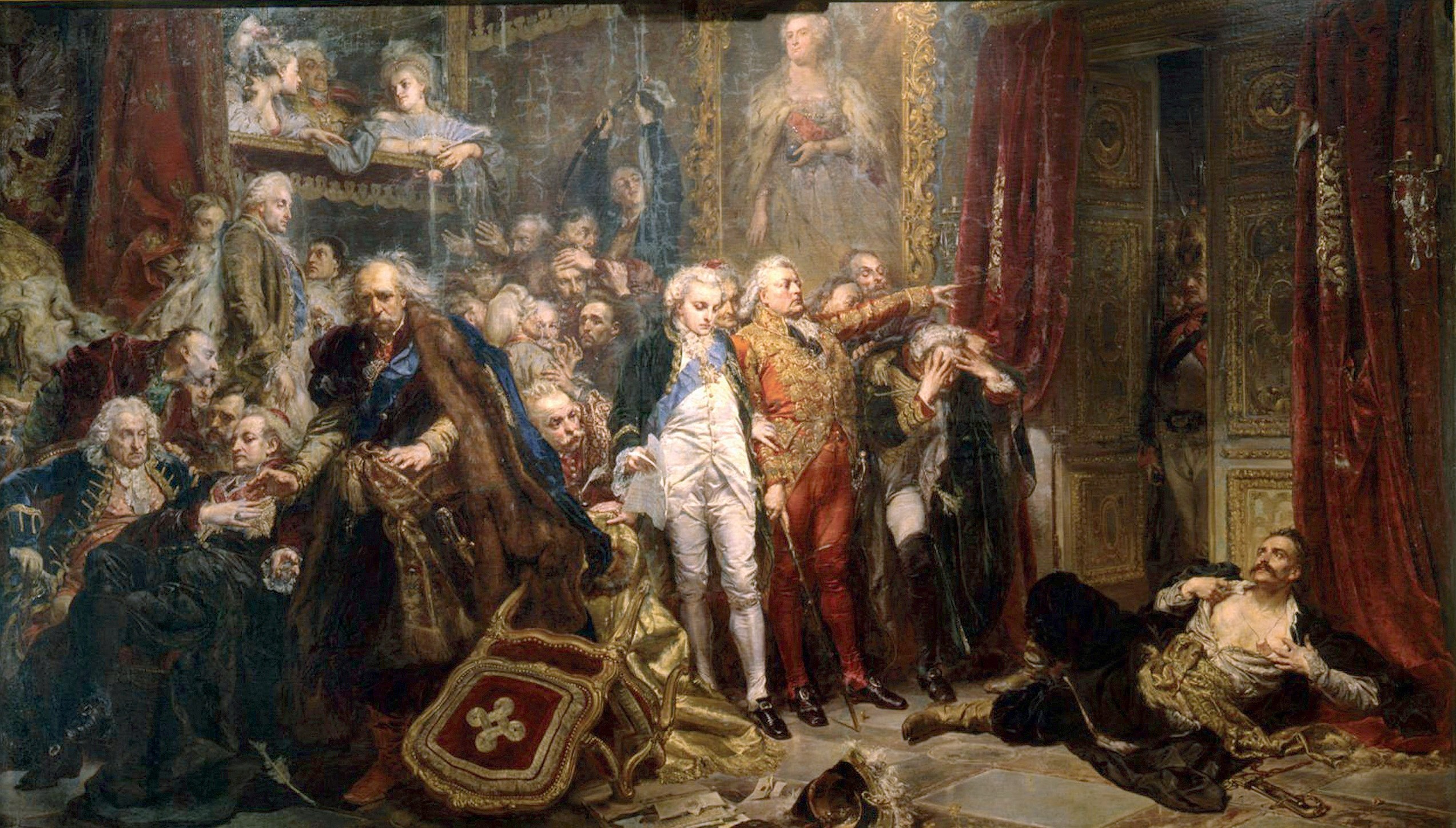
Jan Matejko Rejtan

- Edward Burne-Jones

Księżniczka zaklęta w drzewo
- Gustave Courbet

Jo, piękna Irlandka (1865–1866)
Kryjówka saren - olej na płótnie, 174x209 cm
- Edgar Degas

Victoria Duborg
- Jan Matejko

Rejtan
- James McNeill Whistler

Symfonia w bieli nr 3
Nokturn: Solent – olej na płótnie, 50,2x91,5 cm
- Gustave Moreau

Lira Orfeusza

## Urodzeni
- Paul Aust (zm. 1934), niemiecki malarz i grafik
- Wincenty Wodzinowski (zm. 1940), polski malarz
- Ramon Casas (zm. 1932), hiszpański malarz
- 4 lutego – Władysław Podkowiński (zm. 1895), polski malarz
- 11 maja – Adam Ciemniewski (zm. 1915), polski malarz

## Zmarli
- 23 marca – Ferdinand von Arnim (ur. 1814), niemiecki architekt
- 11 kwietnia – Władysław Oleszczyński (ur. 1807), polski rzeźbiarz, medalier i grafik
- 14 maja – Henrik Weber (ur. 1818), węgierski malarz
- 30 sierpnia – Hermann Mayer Salomon Goldschmidt (ur. 1802), niemiecki malarz i astronom
- 7 października – Louise Seidler (ur. 1786), niemiecka malarka